# Східна Африка

Східна Африка

Схі́дна А́фрика — географічний термін, що охоплює країни Африки на схід від Нілу, за винятком Єгипту, та в області і східніше Великого Африканського Розлому. До них належать:
- Бурунді
- Джибуті
- Еритрея
- Ефіопія
- Замбія
- Зімбабве
- Кенія
- Коморські Острови
- Маврикій
- Мадагаскар
- Майотта
- Малаві
- Мозамбік
- Реюньйон
- Руанда
- Сейшельські Острови
- Сомалі
- Судан
- Південний Судан
- Танзанія
- Уганда

Територія Східної Африки переважно покрита сава́нами.

## Населення
У Східній Африці проживають близько 200 народностей і зустрічаються чотири мовні групи. Унаслідок великих культурно-соціальних відмінностей у Східній Африці міститься значний конфліктний потенціал, що не раз виразився в минулих і поточних війнах, зокрема громадянських.
Межі багатьох держав встановлювалися колишніми колоніальними державами довільно, не враховуючи природних етнічних і культурних меж. Цей факт значно ускладнює розвиток регіону.
Низка країн Східної Африки — Ефіопія, Республіка Замбія, Республіка Сомалі та Республіка Бурунді — утворили в 1967 р. митний союз — Східноафриканське співтовариство.
Більшість антропологів вважає Східну Африку колискою людства.